# 徐起零
徐起零（1962年7月—），河南淮阳人，中国人民解放军上将，中共二十大代表，第十三届全国人民代表大会代表。
徐起零被外界廣泛認為是习近平派系 閩江新軍成員之一。

## 生平
曾任中国人民解放军济南军区人民防空办公室副主任、中国人民解放军济南军区作战部副部长等职务。后任中国人民解放军陆军第五十四集团军参谋长。2016年，任中国人民解放军中部战区陆军副司令员。2017年3月，任中国人民解放军陆军第七十九集团军军长。2018年2月24日，当选为第十三届全国人大代表。2018年12月，升任中国人民解放军东部战区陆军司令员。2020年4月，调任中国人民解放军西部战区陆军司令员。2021年6月升任中国人民解放军西部战区司令员，8月调任中央军委联合参谋部副参谋长（正战区职）。
2019年12月，晋升中国人民解放军中将军衔。2021年7月，晋升中国人民解放军上将军衔。